# Andrey Zamkovoy
Andrey Zamkovoy est un boxeur russe né le 4 juillet 1987 à Svobodny.

## Carrière
Médaillé de bronze aux Jeux olympiques de Londres en 2012, sa carrière amateur est également marquée par une médaille d'argent remportée aux championnats du monde de Milan en 2009 dans catégorie des poids welters.

## Palmarès

### Jeux olympiques
- Médaille de bronze en -69 kg aux Jeux de 2012 à Londres, Angleterre
- Médaille de bronze en -69 kg aux Jeux de 2020 à Tokyo, Japon

### Championnats du monde de boxe amateur
- Médaille d'or en -69 kg en 2019 à Iekaterinbourg,  Russie
- Médaille d'argent en -69 kg en 2009 à Milan,  Italie

## Référence
1. ↑  (en) Résultats des Jeux olympiques 2012 (amateur-boxing.strefa.pl)